# Maxi Gnauck

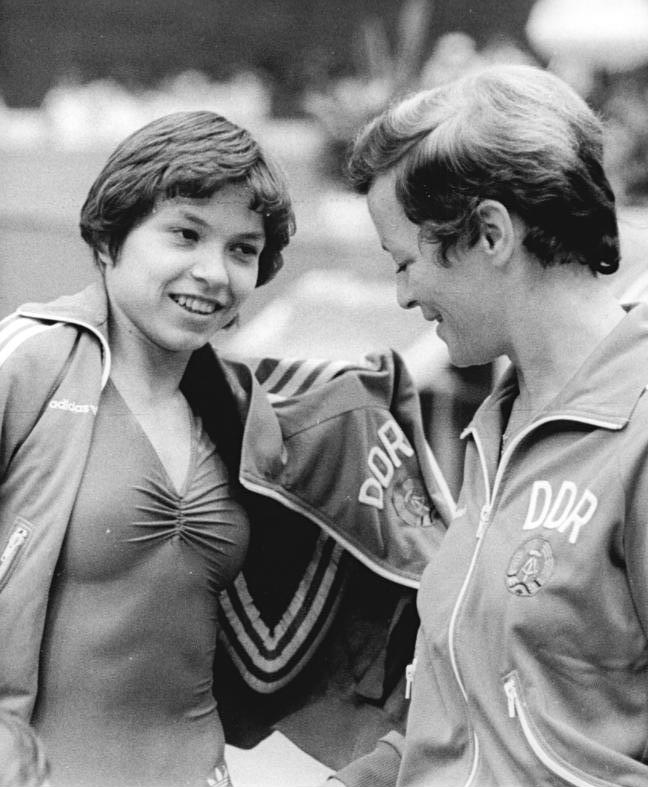
Maxi Gnauck en trainster Hannelore Sauer tijdens een landentoernooi tegen Hongarije in 1984.

Maxi Gnauck (Berlijn, 10 oktober 1964) is een voormalig turnster uit Oost-Duitsland. Ze vertegenwoordigde haar vaderland op de Olympische Zomerspelen 1980 in Moskou.
In 1988 raakte Gnauck tijdens het werken op een zomerkamp voor kinderen zwaar gewond na een val van een glijbaan. Ze brak hierbij een ruggenwervel en raakte bijna verlamd.
Twee jaar later, 1990, ging ze coachen in Zuid-Afrika en van 1993 tot en met 2004 was ze coach in een gymnastiek centrum in Norderstedt. Hierna ging ze tot 2011 werken bij een gymnastiek en trampoline centrum in Zwitserland.
In 1980 werd Gnauck in Oost-Duitsland verkozen tot sportvrouw van het jaar. In 2005 kreeg ze een plaats in de 'International Gymnastics Hall of Fame'.

## Resultaten

### Olympische Zomerspelen
| Jaar | Plaats | Resultaten                                                                         |
| ---- | ------ | ---------------------------------------------------------------------------------- |
| 1980 | Moskou | Team meerkamp · Individuele meerkamp · 6e Sprong · Brug ongelijk · 4e Balk · Vloer |

### Wereldkampioenschappen
| Jaar | Plaats     | Resultaten                                                                            |
| ---- | ---------- | ------------------------------------------------------------------------------------- |
| 1979 | Fort Worth | Team meerkamp · Individuele meerkamp · 6e Sprong · Brug ongelijk · 6e Balk · 4e Vloer |
| 1981 | Moskou     | Team meerkamp · Sprong · Brug ongelijk · Balk                                         |
| 1983 | Boedapest  | Team meerkamp · 7e Individuele meerkamp · 4e Sprong · Brug ongelijk · 4e Balk         |

### Europese kampioenschappen
| Jaar | Plaats     | Resultaten                                                   |
| ---- | ---------- | ------------------------------------------------------------ |
| 1979 | Kopenhagen | 6e Individuele meerkamp · Sprong · Brug ongelijk             |
| 1981 | Madrid     | Individuele meerkamp · sprong · Brug ongelijk · Balk · Vloer |
| 1985 | Helsinki   | Individuele meerkamp · 4e Sprong · Brug ongelijk             |

### Top scores
Hoogst behaalde scores op mondiaal niveau (Olympische Spelen of Wereldkampioenschap finales).
| Onderdeel            | Score  | Wedstrijd                   | Locatie   |
| -------------------- | ------ | --------------------------- | --------- |
| Individuele meerkamp | 79.075 | Olympische Zomerspelen 1980 | Moskou    |
| Sprong               | 19.775 | Wereldkampioenschappen 1983 | Boedapest |
| Brug ongelijk        | 19.925 | Wereldkampioenschappen 1983 | Boedapest |
| Balk                 | 19.700 | Olympische Zomerspelen 1980 | Moskou    |
| Vloer                | 19.825 | Olympische Zomerspelen 1980 | Moskou    |